# 江口ヒロミ
江口 ヒロミ（えぐち ひろみ、1982年1月8日 - ）は、神奈川県出身の女優。有限会社ネオンテトラ所属。

## 略歴
2001年、『聖アリス学園 水着天国はデンジャラス!』で初のレギュラー出演。
2004年から放送された『幻星神ジャスティライザー』のヒロイン・天堂澪役で知名度をあげた。以降TVでの単発出演、舞台で活動。
スタイリスト 竹本jender雄史とハンドメイドによる、蝶ネクタイやシュシュのブランド「NUMhandmade」という雑貨ブランドを起ち上げる。
2013年3月28日、ネオンテトラに移籍。

## 出演

### テレビドラマ
2001年代
- es 危険な扉 -愛を手錠で繋ぐ時-（2001年）
- 聖アリス学園 南の島のトクベツな一週間（2001年）
- 温かなお皿（2001年）
- 金曜エンタテイメント 「お気らく主婦の大冒険4」（2002年） - 野々村毬絵 役
- 十津川警部シリーズ 九州特急つばめ殺人事件（2003年）
- 白い巨塔 第18話、第20話（2004年）
- 幻星神ジャスティライザー（2004年、天堂澪 役）
- ウルトラマンマックス 第29話（2006年、桜木弘子 役）
- 潜入刑事 らんぼう2（2007年）
- ヅラ刑事 頭上最大の決戦（2007年、島崎涼子、中里耀子 二役）
- キューティーハニー THE LIVE 第17話（2008年、夏樹 役）

2010年代
- 牙狼〈GARO〉〜MAKAISENKI〜（2011年、黒服の女/第5話、ギギ 役）
- 牙狼〈GARO〉-魔戒ノ花- 第22話（2014年、ジエンダ 役）
- 牙狼〈GARO〉-魔戒烈伝- 第2話（2016年、キサラ 役）

### Webドラマ
- マーメイドの季節 シーサイド編（2001年）
- ラブコレ2〜東京LoveCollection2〜（2006年）

### テレビ番組
- いい旅・夢気分（2006年9月6日、テレビ東京系）
  - 初秋の信州（主に飯山線沿い）の旅。共演はモト冬樹、奈美悦子、さとう珠緒。

### CM
- サントリー「ジョッキ生」（2006年）
- サントリー「カロリ。VegeMix ズタンド篇」（2008年）

### 映画
2000年代
- 自殺サークル（2001年、屋上の高校生たちの一人 役）
- 劇場版 超星艦隊セイザーX 戦え!星の戦士たち（2005年、天堂澪 役）[1]
- ヅラ刑事（2006年、島崎涼子、中里耀子 二役）
- デコトラの鷲 愛と涙の男鹿半島（2006年）

2010年代
- 牙狼〈GARO〉〜RED REQUIEM〜（2010年、シオン 役）
- 少女椿（2016年）
- 星くず兄弟の新たな伝説（2018年、記者 役）

### Vシネマ
- 稲川淳二の怪奇事件簿（2000年）
- TERRORS エンゼルダスト（2001年）
- マーメイドの季節 シーサイド編＋last summer（2002年）
- Re:Rouge もう一度キレイに…（2007年）
- 探偵事務所5 漫画探偵539（2008年）
- 兄弟の墓場（2010年）

### ショートムービー
- 20SCENES（2006年）
- MIRAGES（2009年）
- 花のまち（2011年）
- MOONS（2012年）

### 舞台
- シアタードリームズ・カンパニー「300g（女性バージョン）」（2005年6月15日 - 20日、於：ウッディシアター中目黒）
- Q/on「H」（2006年1月20日 - 22日、於：TACCS1179）
- シアタードリームズ・カンパニー「doubt!」（2006年11月1日 - 5日、於：ウッディシアター中目黒）
- ACファクトリー「URASHIMA」（2006年11月29日 - 12月3日、於：シアターサンモール）
- アロッタファジャイナ「ルドンの黙示」（2008年8月20日 - 24日、於：新国立劇場小劇場）- シオドメ 役
- 新春新進女優朗読会「昭和の恋人たち」（2011年1月29日 - 30日、於：シアターKASSAI)
- 演劇集団Nの二乗「窓からは夏の空が・・・」（2012年8月21日 - 26日、於：下北沢「劇」小劇場）
- 演劇ユニットNプラス「ニュータウンカフェの人々」（2013年8月27日 - 9月1日、於：下北沢「劇」小劇場）

## リリース作品

### イメージビデオ
| 発売日        | タイトル  | 規格品番 | メーカー                                 | 備考 |
| ------------- | --------- | -------- | ---------------------------------------- | ---- |
| 2006年2月24日 | eyes      |          | トラフィックジャパンコミュニケーションズ |      |
| 2007年4月20日 | Pure Blue |          | イーネット・フロンティア                 |      |